# Lawrence-Nunatak
Der Lawrence-Nunatak ist ein 1540 m hoher Nunatak im westantarktischen Queen Elizabeth Land. In der Patuxent Range der Pensacola Mountains ragt er 5 km westlich des Snake Ridge aus einer Geländestufe auf, die sich ausgehend von diesem Gebirgskamm in südwestlicher Richtung erstreckt.
Der United States Geological Survey kartierte ihn anhand eigener Vermessungen und Luftaufnahmen der United States Navy aus den Jahren von 1956 bis 1966. Das Advisory Committee on Antarctic Names benannte ihn 1968 nach Lawrence E. Brown, Geodät auf der Palmer-Station im antarktischen Winter 1966.